# NGC 2407
NGC 2407 é uma galáxia elíptica (E-S0) localizada na direcção da constelação de Gemini. Possui uma declinação de +18° 20' 01" e uma ascensão recta de 7 horas, 31 minutos e 56,6 segundos.
A galáxia NGC 2407 foi descoberta em 7 de Fevereiro de 1885 por Édouard Jean-Marie Stephan.